# Association for Computing Machinery
A Association for Computing Machinery (ACM; lit. Associação para Maquinaria da Computação) foi fundada em 1947 como a primeira sociedade científica e educacional dedicada à computação. Os seus membros são aproximadamente 78.000 (2006), e a sua sede situa-se na cidade de Nova Iorque.

## Atividades
ACM é organizada em 170 capítulos locais e 34  grupos especias de interesses (SIGs), por onde são exercidas a maior parte de suas atividades. Além disto há 500 faculdades e universidades chapters. O primeiro capítulo foi fundado em 1961 na Universidade da Louisiana em Lafayette.
Muitos dos SIGs, como SIGGRAPH, SIGPLAN e SIGCOMM, patrocinam conferências regulares que se tornaram famosas por apresentarem inovações em determinados campos.  As SIGs também publicam um grande número de publicações na mídia especializada.
ACM também patrocina outros eventos ligados à ciência da computação como o campeonato mundial de programação ACM International Collegiate Programming Contest (ICPC), e patrocinou alguns outros importantes como o desafio de xadrez entre Garry Kasparov e o computador IBM Deep Blue.

## Serviços
ACM Press (Imprensa ACM) publica várias revistas  acadêmicas prestigiadas, como o
Journal of the ACM, e as revistas para profissionais da computação, Communications of the ACM e Queue.  Além disto, publica a revista mais popular para estudantes de computação nos EUA , ACM Crossroads e a revista de computação gráfica  ACM Transactions on Graphics. Muitos dos grandes debates da história da computação foram travados nas páginas de Communications por exemplo podemos incluir o famoso artigo  "GOTO considered harmful" ("GOTO considerado nocivo"), o artigo que chamou atenção para ciência da computação que estava decolando, e o que pedia a troca do nome ACM (visto que machinery (maquinaria) em questão não é apropriado à coisas medidas em micrômetros). Todas três tentativas de mudar o nome ACM fracassaram.

## Biblioteca digital
ACM criou uma biblioteca digital aonde suas publicações estão disponíveis. A biblioteca digital da ACM é a maior coleção de informação da computação e tem em seu acervo jornais , revistas e conferências , e as publicações da ACM. Serviços incluindo fóruns chamados "Ubiquity" e "Tech News digest", ambos contendo as últimas informações sobre o mundo da TI.

## Prêmios
A ACM distribui vários prêmios por diferentes motivos, sendo que o mais importante deles, o Prêmio Turing é considerado o Prêmio Nobel da Computação.

## Competição
O maior competidor da ACM é o IEEE.  É difícil generalizar corretamente sobre a diferença entre ambas, mas ACM foca-se em teoria da ciência da computação e em aplicações para usuários finais enquanto o IEEE foca-se mais em hardware e questões de padronização.
Outra maneira simplória de diferenciá-las é que a ACM é para cientistas da computação ao passo que o IEEE é para engenheiros elétricos e eletrônicos, ainda que o maior grupo do IEEE seja o da ciência da computação (IEEE Computer Society). Claro, existe uma grande interseção entre elas.
Apesar de competirem por um mesmo mercado, as associações cooperam em vários projetos comuns, incluindo o apoio a congressos. Além disso, oferecem descontos cruzados em suas filiações. Não é incomum alguém ser membro de ambas as instituições, principalmente por que essas sociedades dão acesso a grande parte das publicações importantes em computação.

## Organização

### Membros
A ACM tinha cerca de 100,000 membros em 2019, incluindo profissionais e estudantes.
Membros podem ser indicados e endossados para filiação avançada, incluindo fellows, membros destacados e membros seniores; estas categorias não podem exceder 1%, 10%, e 25% do número total de membros profissionais, respectivamente.

### Grupos Especiais de Interesse (SIG)
- SIGCSE (Special Interest Group on Computer Science Education), para Educação em Ciência da Computação[3]
- SIGACT
- SIGGRAPH, para computação gráfica
- SIGCOMM
- SIGDOC
- SIGKDD
- SIGPLAN, para linguagens de programação
- SIGIR, para Information Retrieval
- SIGMOD, para gerenciamento de dados (bancos de dados)
- SIGSOFT, para engenharia de software

### Liderança
O Presidente da ACM para o período 2008-2010 foi Wendy Hall, da Universidade de Southampton.
ACM é liderada por um conselho consistindo de um Presidente, Vice-Presidente, Tesoureiro, ex-Presidente, SIG Governing Board Chair (Diretor do SIG), Publications Board Chair (Diretor de publicações), três representantes da Diretoria do SIG e sete membros forâneos (members-at-large). Esta instituição é referida apenas como Conselho (Council) nos Comunicados da ACM.

### Estrutura
A ACM tem quatro "Divisões (Boards)" que fazem vários comitês e subgrupos e ajudam a direção a manter a qualidade de serviços e produtos. Elas são:
1. Publicações (Publications)
2. Divisão Governamental SIG (Governing Board)
3. Educação (Education)
4. Divisão de Serviços aos Membros (Membership Services Board)

### Comitê ACM para Mulheres em Computação
O Comitê ACM para Mulheres em Computação foi criado para apoiar, informar, premiar, e trabalhar com mulheres em computação.Dra. Anita Borg foi uma grande apoiadora da ACM-W (do inglês women, mulheres). ACM-W provê vários recursos para mulheres nesta área assim como jovens mulheres do ensino médio com interesse neste campo. ACM-W também dá acesso internacional para estas mulheres envolvidas e interessadas em computação.